# Alex Palmer
Alexander « Alex » Palmer, né le 10 août 1996 à Kidderminster (Angleterre), est un footballeur anglais qui évolue au poste de gardien de but à Ipswich Town.

## Palmarès

### Distinctions personnelles
- Membre de l'équipe-type de D4 anglaise en 2021.
- Golden Glove du meilleur gardien de D2 anglaise en 2024 (ex-aequo avec Illan Meslier).